# Dario Bellezza
Dario Bellezza (né à Rome le 5 septembre 1944 et mort à Rome le 31 mars 1996) était un poète, écrivain et dramaturge italien.

## Biographie

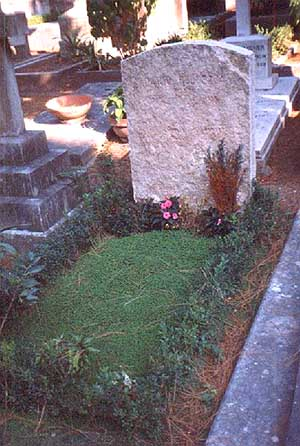
Tombe de Bellezza à Rome.

Les poésies de Bellezza sont fortement personnelles et autobiographiques. Il y parle d'amours homosexuelles, vécues d'une manière pessimiste, à la recherche d'un bellissimo assassino parmi les drogués et prostitués. Il a été influencé par Sandro Penna et les poètes symbolistes. Découvert par Pier Paolo Pasolini, dont il a été le secrétaire et qui l'a décrit comme « le poète le plus prometteur de sa génération », il a été un temps le colocataire d'Amelia Rosselli. Il est une des figures majeures de la poésie romaine et plus généralement italienne de son époque.
Il meurt de Sida le 31 mars 1996, à Rome. Il est enterré au cimetière du Testaccio.

## Œuvres

### Poésie
- Invettive e licenze, Garzanti, Milan, 1971
- Morte segreta, Garzanti, Milan, 1976
- Libro di poesia, 1990
- Proclama sul fascino, 1996
- Poesie 1971-1996, 2002
- Tutte le poesie, Mondadori, sous la direction de Roberto Deidier, 2015.

### Romans
- L'innocenza, De Donato, Bari, 1970, Pellicanolibri, 92
- Lettere da Sodoma, 1972
- Il carnefice, 1973
- Angelo, 1979
- Storia di Nino, 1982
- Turbamento, 1984

### Pièces de théâtre
- Colosseo - Apologia di Teatro, Pellicanolibri, Roma, 1985
- Testamento di sangue, Garzanti, Milan, 1992
- Salomè, Arduino Sacco, Roma, 2009